# Pershyi Natsionalnyi
Pershyi (en ucraniano: Перший; traducible al español como: La Primera) es un canal de televisión estatal operado por Suspilne Movlennia. Su programación es generalista, con especial atención a los espacios informativos.

## Historia
Aunque los primeros experimentos empezaron el 1 de febrero de 1939 el canal inició emisiones el 6 de noviembre de 1951, con el nombre de UT (en ucraniano: Українське телебачення, en ruso: Украинское телевидение, Televisión Ucraniana). Sin embargo, tras la caída de la URSS el canal cambió de nombre a UT-1, aunque en 1998 cambiaría el nombre a Pershyi Natsionalnyi (en ucraniano: Перший національний, Primera Nacional)
En 2019, se planteó cambiar el nombre del canal a Suspilne TV (en ucraniano: Суспільне ТБ, Televisión Pública), como parte del proceso de renovación de la marca de la emisora pública. Sin embargo, esta idea fue posteriormente descartada por el Consejo de Supervisión de Suspilne, que decidió mantener el nombre Pershyi tras el cambio de marca. El canal cambió su logotipo e identidad visual a los actuales el 23 de mayo de 2022.
Comenzó a transmitir en alta definición (HD) el 12 de abril de 2022.
Debido a la invasión rusa de Ucrania, del 24 de febrero de 2022 al 21 de mayo de 2024, el canal de televisión transmitió el maratón informativo "United News".
El 21 de mayo de 2024, Pershyi reanudó parcialmente su programación, ampliando su contenido informativo: emite su propio maratón informativo, "Suspilne Studio", así como en los canales regionales de la corporación. Además, su propio boletín informativo forma parte de "United News". Esta decisión surgió tras la indecisión sobre si el canal principal debía continuar transmitiendo United News todo el día o recuperar su propia programación después de dos años.

## Imagen corporativa

1991 - 1997
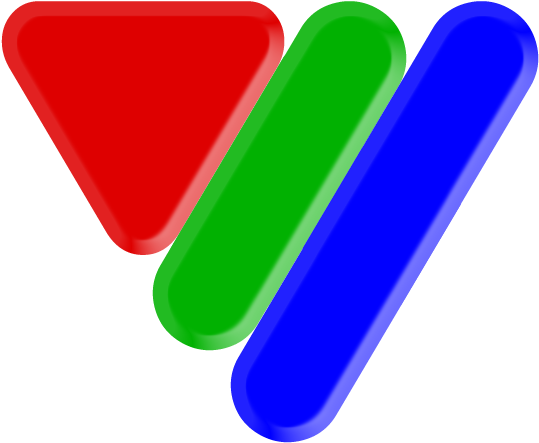
1997 - 1998
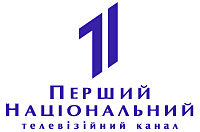
1998 - 2005
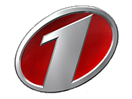
2005 - 2006
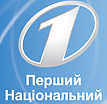
2006 - 2008
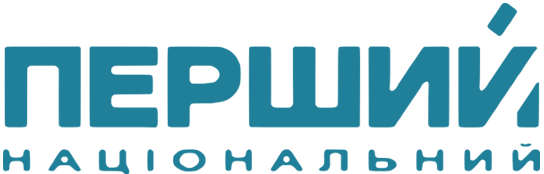
2008 - 2015
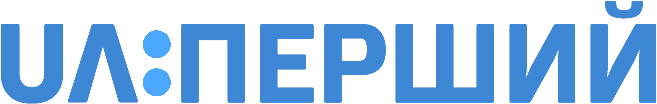
2015 - 2017
2017 - 2022
Desde 2022